# Cayo Julio Julo
Cayo o Gayo Julio Julo  (m. 392 a. C.) fue un político y militar romano de los siglos V y IV a. C. perteneciente a la gens Julia.

## Familia
Julo fue miembro de los Julios Julos, la más antigua familia patricia de la gens Julia. Fue hermano de Lucio Julio Julo.

## Carrera pública
Fue elegido tribuno consular en el año 408 a. C. En este año los ecuos, reunidos en Antium, emprendieron una guerra de inusitada violencia. El Senado decidió encomendársela a un dictador, pero Julo y uno de los colegas, Publio Cornelio Coso, se sintieron desairados y provocaron una disputa entre los senadores que fue alentada por los tribunos de la plebe. El otro tribuno consular, Cayo Servilio Ahala, se opuso a sus compañeros en el cargo y se ofreció él mismo a nombrar un dictador, aunque se impusiera el veto tribunicio. Esta disputa llevó a Julo y Cornelio a convocar elecciones para el tribunado consular en vez de consulares como quería el Senado para las magistraturas supremas del año siguiente.
Obtuvo un segundo tribunado consular en el año 405 a. C., fecha del comienzo del sitio de Veyes, y alcanzó la dignidad censoria en el año 393 a. C., pero murió durante el ejercicio de su cargo.